# Fort Patience

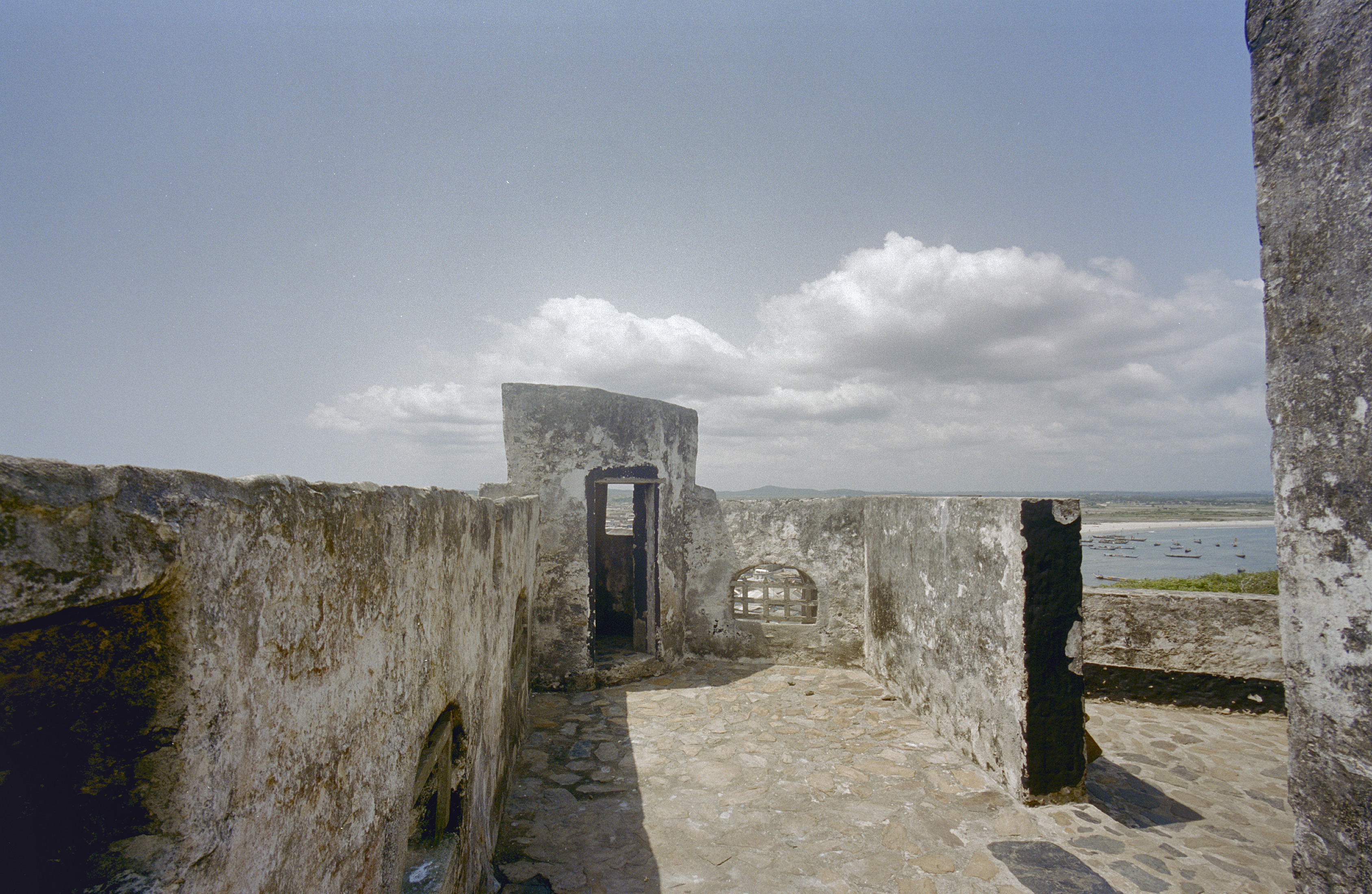
Teilansicht des Forts

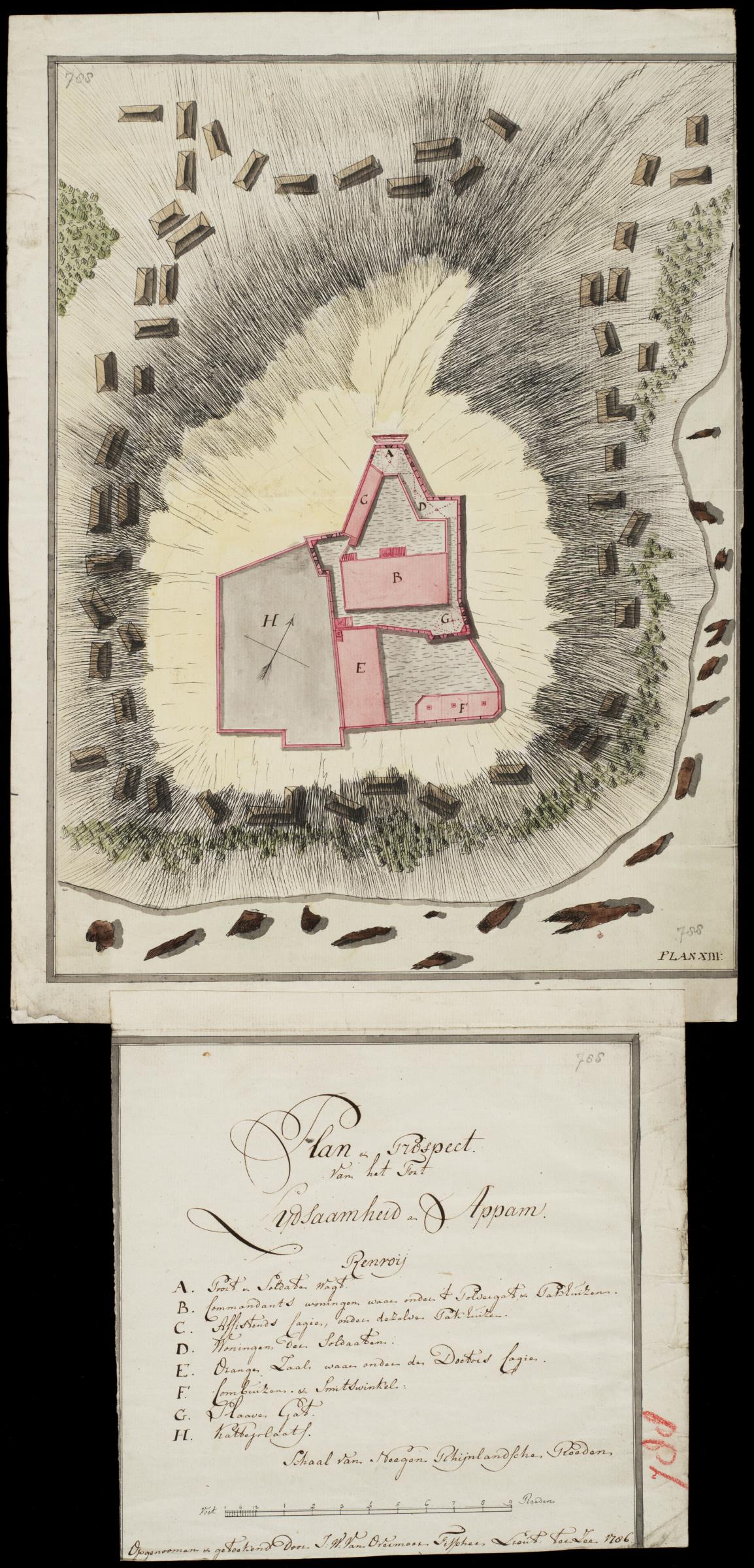
Historischer Grundriss der Festung

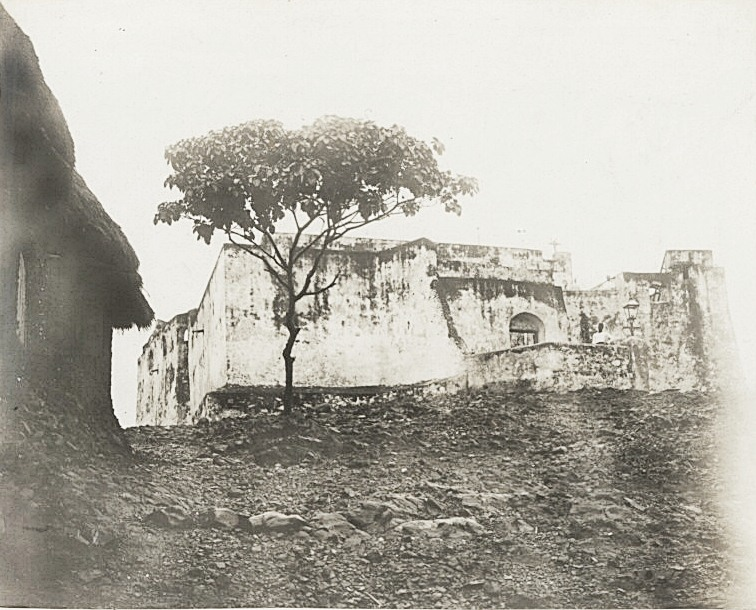
Foto von 1890

Fort Patience, historisch richtiger Vestung de la Patience, später auch niederländisch Fort Lijdzaamheid bzw. Fort Leydsamheid genannt (deutsch jeweils für „das Fort der Geduld“), ist eine Festung aus dem 17./18. Jahrhundert im Ort Apam an der Küste Ghanas. 
Die Niederländer errichteten Fort Lijdzaamheid auf Bitten eines einheimischen Herrschers, der sich von mächtigen, mit den Briten verbündeten Nachbarn bedroht sah. Der Name „Vestung de la patience“ liegt begründet in der langen Bauzeit der Festung, das heißt ursprünglich eher eines einzelnen Steinhauses, die den Zeitraum 1697 bis 1702 umfasste. Er erinnert an die Geduld, die man bei der Erbauung der Festung aufgebracht hatte aufgrund von ständigen Streitigkeiten, die seitens einiger europäerfeindlicher Häuptlinge der Nachbarschaft vom Zaun gebrochen wurden. Das Land gehörte zum Zeitpunkt der Erbauung des Forts dem König von Acron und stand Ende des 17. Jahrhunderts unter der allgemeinen Schutzherrschaft der Fanti-Konföderation. 1704 wurde das Haus befestigt und mit acht Kanonen versehen. 1782 eroberten die Briten die Festung, drei Jahre später nahmen die Niederländer sie wieder ein. 
Die Stadt Apam wurde am 1. März 1811 im Rahmen des Fanti-Aschanti-Krieges von den Aschanti eingenommen, geplündert und zu großen Teilen zerstört. Das damals holländische Fort blieb jedoch von den Aschanti verschont. Ungefähr eine Woche nach dem Wiederabrücken der Aschanti besetzte eine akimische Armee unter der Führung des Okyenhene (König von Akim-Abuakwa) Atta Wusu Yiakosan die Stadt mit dem Ziel, dadurch einem Teil der Aschanti-Armee den Rückzug abzuschneiden, die in nahegelegenen Küstenbereichen operierte. Da die Holländer allgemein als Verbündete der Aschanti galten, ließ Atta das Fort stürmen. Es wurde ausgiebig geplündert und zu großen Teilen zerstört, das heißt die Mauern wurden teilweise eingerissen und sämtliche Geschützlafetten zertrümmert bzw. unbrauchbar gemacht. Die zuvor im Fort befindlichen Compagnie-Sklaven entkamen nach Fort Beraku (Berracoe), das sich zu der damaligen Zeit ebenfalls in holländischem Besitz befand. Der angebliche Grund für diesen Gewaltakt der Akimer war, so wurde hinterher behauptet, dass der als Kommandant amtierende holländische Sergeant dem Akimer-König nicht den Rückzugsweg verraten wollte, den die aschantische Armee bei ihrem Abmarsch genommen hatte.
Einige Zeit später bauten die Niederländer das Fort wieder auf. 1868 wurde die Festung im Rahmen des großen Austauschs von Stützpunkten an der damaligen Goldküste zwischen den Niederländern und den Briten britisch.
Die Festung wurde in moderner Zeit als Polizeistation und auch als Postamt genutzt, heute wird dort ein Gästehaus betrieben.